# Secrets (groupe)
Pour les articles homonymes, voir Secrets.
Secrets est un groupe américain de post-hardcore, originaire de San Diego, en Californie. Après avoir été signé par Rise Records en 2011, Secrets sort son premier album The Ascent en janvier 2012. L'album débute à la troisième place du Billboard Heatseekers Chart et devient le premier album de Velocity Records à figurer dans le Billboard Top 200, à la 185e place.
Après avoir changé de groupe en 2013, le groupe sort son deuxième album Fragile Figures en juillet. L'album est un succès, se vendant à plus de 10 000 exemplaires le premier mois et se classant à la 59e place du Billboard 200.

## Histoire
Secrets est formé à la suite de l'éclatement du groupe A City Serene après un grave accident de la route qui a laissé deux membres du groupe dans le coma. Les membres du groupe Xander Bourgeois, Marc Koch, Joe English et Michael Sherman se reforment sous le nom de Secrets en 2010 et ajoutent Richard Rogers en tant que chanteur et guitariste rythmique. Le groupe est rapidement signé chez Velocity Records, un label de Rise Records. Alors que leur intention initiale était de sortir un EP, le groupe opte pour un album studio intitulé The Ascent en 2012, produit par Tom Denney, anciennement de A Day to Remember.
Secrets fait de nombreuses tournées pour promouvoir la sortie de The Ascent avec des groupes tels que Sleeping with Sirens, Attack Attack! et Escape the Fate. Ils participent également à la tournée Scream It Like You Mean It en 2012. Au milieu de la tournée, le bassiste Marc Koch quitte le groupe pour se consacrer à plein temps à ses études.
Le 20 avril 2013, le chanteur Xander Bourgeois annonce qu'il quitter le groupe, exprimant sa décision de donner la priorité au maintien de la sobriété. En outre, il annonce travailler sur un nouveau groupe qui, selon lui, ne réussira que dans sa sobriété. Bourgeois et Koch formeront ensuite un nouveau groupe, The Haven, au début de 2014. En janvier 2014, Secrets est annoncé de retour sur le Vans Warped Tour 2014 pour une deuxième fois. Le groupe présente en avant-première un clip vidéo pour Maybe Next May le 7 avril, avec des vidéos soumises par les fans. À la mi-décembre, le groupe est annoncé en première partie du Zombie 5 Tour de The Devil Wears Prada, aux côtés de Born of Osiris et The Word Alive pour la première partie de la tournée et Sleepwave pour la seconde. 
Le 19 mars 2015, le groupe annonce la sortie d'un EP acoustique, Renditions, le 7 avril 2015. L'EP comprend trois chansons dépouillées de Fragile Figures ainsi qu'un nouveau titre, What's Left of Us. Le 3 octobre 2015, le groupe annonce sur Facebook le départ d'Aaron Melzer, et que leur nouvel album est enregistré avec Wade Walters, qui les rejoindra lors de leur prochaine tournée. Le groupe sort un nouveau single, Left Behind, le 14 octobre 2015, tiré de leur prochain album Everything That Got Us Here. L'album sort le 11 décembre 2015, avec deux concerts de lancement prévus les 11 et 12 décembre en Californie du Sud. Le clip du deuxième single de l'album, Rise Up, est diffusé en avant-première sur Billboard.com le 10 novembre.
Le 30 mai 2016, le groupe sort un nouveau titre surprise, Waste Away. En mai 2017, le groupe signe chez Made in the Shade Records. Le 1er septembre, le groupe sort un nouveau single, Incredible, accompagné de son clip. Secrets assure la première partie de la tournée américaine de Slaves, The Beautiful Death Tour, en septembre et octobre 2017 avec Picturesque et Out Came the Wolves. Ils sortent un autre single intitulé Five Years le 10 novembre 2017, et un vidéoclip d'accompagnement est publié le 8 décembre.
Après avoir été un groupe indépendant depuis 2019, Secrets annonce sa signature avec le label Velocity Records de San Diego le 4 février 2021.

## Discographie

### Albums studio
- 2012 : The Ascent (Velocity Records, Rise Records)
- 2013 : Fragile Figures (Velocity, Rise Records)
- 2015 : Everything That Got Us Here (Velocity, Rise Records)
- 2018 : Secrets (Made in the Shade Records)
- 2022 : The Collapse (Veloctiy Records)

### EP
- 2015 : Renditions (EP, Velocity, Rise Records)